# 2364 Seillier
2364 Seillier (1978 GD) là một tiểu hành tinh vành đai chính được phát hiện ngày 14 tháng 4 năm 1978 bởi H. Debehogne ở La Silla.